# 胡树俭
胡树俭（1934年9月—2016年5月7日），男，河南孟县人，中华人民共和国政治人物。南开大学化学系毕业。

## 生平
1954年12月加入中国共产党。1963年毕业于天津南开大学化学系，同年9月参加工作，历任郑州市科委科研所技术员，郑州市第二化工厂技术员、革委会副主任、厂长、党支部书记、工程师。1980年，任郑州市煤化局副局长；1982年8月，任局长。1983年，任中共郑州市委副书记，郑州市人民政府市长。1991年，任河南省人民政府秘书长。1993年，任中共河南省委统战部部长，政协河南省第七届委员会副主席。
2016年5月7日，在郑州逝世。5月12日，遗体送别仪式在郑州举行。